# 日本羊茅
日本羊茅（学名：Festuca japonica），为禾本科羊茅属下的一个植物种。